# Andrena andrenoides
Andrena andrenoides là một loài Hymenoptera trong họ Andrenidae. Loài này được Cresson mô tả khoa học năm 1878.

## Hình ảnh

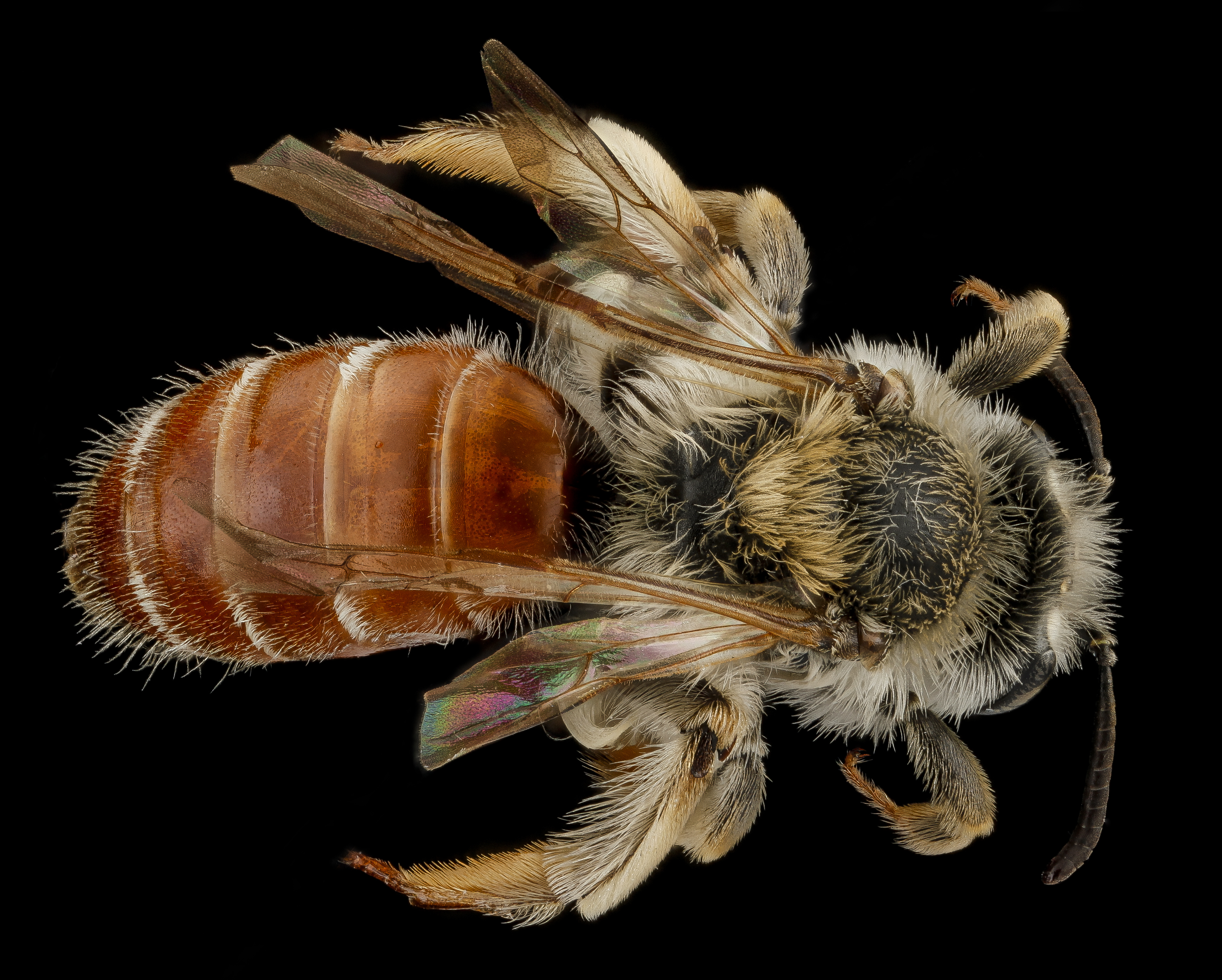